# Nodaria grisea
Nodaria grisea là một loài bướm đêm trong họ Noctuidae.